# Ирена Поповић Драговић
Ирена Поповић Драговић (Ћуприја, 1974.) је српска најистакнутија и вишеструко награђивана композиторка примењене и филмске музике. Компонује за позоришта широм земље и Европе и сарађује са најзначајнијим режисерима у региону.

## Биографија
Ирена са 14 година из родне Ћуприје долази у Београд где похађа музичку школу „Јосип Славенски“. Дипломирала је на Катедри за композицију и оркестрацију Факултета музичке уметности у Београду у класи Срђана Хофмана и Зорана Ерића. Постдипломске студије на ФМУ је уписала 2003. године а паралелно и магистарске студије на Универзитету Mozarteum у Салцбургу у класи Ранхарда Фебела. Тамо се повезала са позоришним трупама и посећивала часове глуме и режије и тако пронашла свој пут ка театру.
Њен опус обухвата око 200 дела писаних за позориште, филм, фестивале и концерте у Румунији, Мађарској, Аустралији, Белгији, Немачкој и Аустрији. 
Иренину каријеру обележила је сарадња са најистакнутијим режисерима као што су Оливер Фрљић, Андраш Урбан, Кокан Младеновић, Слободан Унковски, Татјана Ригонат и други. 
Неке од најуспешнијих представа на којима је радила су „Родољупци“ и опера „Деца“ (Народно позориште у Београду), „Кад би Сомбор био Холивуд“ (Народно позориште у Сомбору), „На Дрини ћуприја“ (Српско народно позориште у Новом Саду), „Отац на службеном путу“ и „Казимир и Каролина“ (Атеље 212), „Хасанагицина“ ( Новосадско позориште - Újvidéki Színház), „Коштана“ (Народно позориште у Суботици), „Каролина Нојбер“ (Народно позориште у Бањој Луци), „Но(е)ва Македонија“ (Naroden teatar Bitolj), „What is Europa“ (MESS фестивал у Сарајеву), „Последње девојчице" (суботичко позориште „Deže Kostolanji"), "Тит Андроник" (Југословенско драмско позориште).  Сарађивала је са Гораном Бреговићем на оркестрацији његовог балета „Краљица Марго“. Почетком априла 2025. године премијерно је изведена њена нова опера „Три боје цвекле“  у позоришту САРТР у Сарајеву где потписује и режију.
Ирена компонује и за перформансе и изложбе у Србији а бави се и импровизацијом у оквиру радионица на којима сарађује са неформалним позоришним трупама. Основала је групу „Прерађивачка индустрија музичког материјала“ где је окупила извођаче и композиторе који делују у различитим окружењима са циљем да споји различите облике уметничког изражавања и створи „музичко-поетски“ театар. У оквиру ове гргупе делује Вокално културно уметничко друштво жена у експанзији „Oh, meine liebe Constanze“ које негује и промовише стваралаштво жена.
Такође компонујеза џез фестивале на којима и учествује као певачица и пијанисткиња.
Ирена се бави и дечијим стваралаштвом. Основала је два дечија савремена ансамбла „Цвркутава машина“ и „Нежна оркестра“ са којима је представила своје дело у коме потписује либрето, музику и режију „Опера за понети - Music Box“ у Театру Вук. На овом пројекту је сарађивала са Јасминком Петровић, Надом Колунџијом и Љубицом Бељански Ристић.  У оквиру Фестивала Раванелиус, Ирена је 2022. године одржала дечију радионицу „Моје песме, моји снови“ на којој је децу упознала са основама музичког креативног израза а затим су сви заједно са публиком прошетали градом и у карневалској атмосвери кроз музику, плес и глуму представили шта за њих значи музика и који су њихови неостварени снови. 
Иако има импресивну каријеру, Ирена је на Бироуза незапослене. 

## Анализа дела - избор
Опера у 17 песама „Деца“ према истоименом роману Милене Марковић а чију музику и режију потпиује Ирена Поповић Драговић, премијерно је изведена 8. октобра 2022. године у Народном позоришту у Београду. У извиђењу опере учествовао је хор „Наде“ чији су чланови деца са маргине, четрнаесторо глумаца који су певали, троје професионалних певача и десеточлани музички ансамбл. „Деца“ су заправо пример „постопере“ музичког театра у којем се пева а које је и постдрамско и постмодерно: настало је по роману који је писан у стиху, певање је фалш, глумци нису школовани у оквиру институције оперског певања, нема ликова и линеарне нарације, музичари су на оперској сцени, нема сценографије. Роман -поема „Деца“ Милена Марковић пише у кључу женског писма, као посматрачица сепственог живота и живота људи око ње, притом шетајући кроз жанрове набијеним поетским језиком којим слика догађаје, сензације, емоције и сећања. У овом делу паралелно и једнако убедљиво делују рацио и емоционалност, слобода и тескоба. Ирена Поповић Драговић је у читању текста препознала  меланхолију која се може читати као креативна снага, иронија, гротеска, дрскост али не као туга. Њен музички језик је певљив, балансира између кодова уметничке и популарне музике које претвара у сонгове и користи репетитивност музичког постминимализма.
„Гласовна сфера Деце је многострука, услојена и на моменте неухватљива. Песме осцилирају између ’обичних’ гласова глумаца, школованих гласова певача, неочекиваних гласова оркестарских музичара који такође понекад певају, наивних гласова деце, квазинавијачких гласова мушког хора, црквеног појања свештеника (на пример, „Успаванка”, која је поверена квинтету мушких гласова у којима се чује и набој навијачких песама, али и свечаност црквеног појања), турбофолкерског запевања згрченог грла (песма „Видим себе”), дречавог женског фолклорног певања („Други син и црни пас”). Сви ти гласови се кроз оперу Деца преламају и зрцале као одраз контекста (Београда који кроз роман суптилно провејава или бивше, данас непостојеће, земље Југославије), идентитета (Милене, деце, Ирене, жене, мајке, мушкарца као Другог) и у тој гласовној амбивалентности у великој мери лежи снага читавог дела. Разноликост гласова и њихова умреженост из песме у песму, умножавање перспектива и разумевања и неочекивано оглашавање и певање из разних контекста утиче на то да колаж седамнаест песама постане целина оперског квалитета“— Јелена Новак, Деца, опера у 17 песама: „Тужна сам, али сипам причу на причу..”
Muzičko-scensko delo „Mocart... Luster... Lustik - 10 komada s pevanjem nalik operi"
Ирена Поовић Драговић је свој магистарски рад пријавила у Салцбургу – „Моцартовом граду“ где је свакодневно била окружена маркетиншким потенцијалима коришћења његовог имена. Она је желела да га предтави другачије и у сарадњи са ансамблом Acrobat, бендом Канда, Коџа и Небојша, сопранима Гертрудом Штајнкоглер-Вурцингер и Илеаном Лужајић и хором од десет девојака СМШ „Јосип Славенски“ из Београда, поставила је овај музичко-сценски спектакл. Улогу наратора преузео је глумац Дамјан Кецојевић. Текст опере радила је група Oh, meine liebe Constanze, чија је Ирена оснивачица. Оне су написале десетак измишљених Моцартових писама оцу, мајци, деци и жени Констанци. Текстови су мешавина стварних биографских података и фикције како би га представиле као свакодневно, крхко људско биће, супротно од оног конструисаном у адвертајзинг кампањама. У опери фигурирају српски, енглески и немачки језик и отеловљавају композиторкину идеју да представи Моцертову интернационалну популарност у 21. веку. У свом стилу, Ирена је у овој комбинацији класичне и рок музике, одступила од само импостираног певања и увела елементе савременог плеса, шуштања, вриштања, говора, једења чоколаде и воћа на сцени, гимнастичке вежбе балерина и хора идр. Ирена се у компоновању овог дела није ослањала на Моцартову музику али се у увертири и неким песмама осећа „реминисценција на Моцартову фактуру (...) прозрачност и чистоту“.
Опера „Три боје цвекле“ по тексту Нејре Бабић Халваџије „Циједила сам цвеклу“, за коју Ирена потписје композицију и режију, а либрето Јелена Новак обрађује теме односа мајке и ћерке, болести и губитка. Нејра је исрпичала личну причу о раку своје мајке, борби и смрти. Та борба је у опери представљена кроз три годишња доба у  поднасловима либрета: „Лето без лета“, „Јесен пред огледалом“ и „Подводна зима“. Ирена и овде пише постоперу  „за вокално-инструментални ансамбл, електронику и кућне апарате”. На сцени је девет глумаца који певају уз кућне апарате, оне у којима припремамо „лековиту“ храну која ће нам спасити или продужити живот, оперска певачица и камерни ансамбл. Музичари имају делове у којима морају да импровизују а глумци силазе међу њих и постају део оркестра – то су околности које у суочавању са тешком болешћу никада нису линеарне, не делују о неком нашем замишљеном правилу. Ови различити гласови певају у име свих мајки и ћерки, о њихобим борбама за слободу и о охрабривању. Они дубоко интимну причу, драмски неизрециву, ослобађају кроз театарску спектакуларност који уједно успева и да отера размишљање о пролазности живота у ефемерном. Управо тај отклон од реалности је био неопходан да овако дубок дијалог између мајке и ћерке, ишчекивања смрти, „цијеђење цвекле“ за јачање организма, и на концу, суочавање са боли овековечи живот једне жене у театру.

## Најзначајније награде
- 2025. Награда“Вељко Маричић за најбољу глазбу“ на 30. Међунароном фесивалу малих сцена Ријека, за најбољу оригиналну музику представи „Мајстор и Маргарита“ [11]
- 2023. Награда“Вељко Маричић за најбољу глазбу“ на Међунароном фесивалу малих сцена Ријека за представу „Последње девојчице“, Позориште Kosztolányi Dezső, Суботица [12]
- 2023. Годишњна наргара Југословенског драмског позоришта за музику у представи „Тит Андроник“[13]
- 2022. „Награда града Београда – Деспот Стефан Лазаревић” у области музика и музичко-сценско стваралаштво за музичко сценско дело „Деца“  [14]
- 2019. Награда Фестивала професионалних позоришта Војводине за специјалну музику за представу „Хасанагиница“ новосадског позоришта
- 2019. Стеријина награда за оригиналну сценску музику за три представе: „Хасанагиница“, М.И.Р.А., режија Андраш Урбан, Битеф Театар, Београд и „Каролина Нојбер“ Небојше Ромчевића, режија Кокан Младеновић, Народно позориште Републике Српске, Бања Лука [15]
- 2017. Награда „Позоришног пролећа“ у Шапцу за музику у представи „На Дрини ћуприја“ у режији Кокана Младеновића[16]
- 2016 Стеријина награда за оригиналну сценску музику – Ирена Поповић Драговић за представу  „Родољупци" Јована Стерије Поповића, режија Андраш Урбан, Народно позориште Београд.[17]
- 2014 Стеријина награда за оригиналнлу музку у представи „Коштана“ Борисава Станковића , режија Андраш Урбан, Народно позориште//Narodno kazalište/Nepszmhaz Суботица[18]